# Festival da Canção
Festival da Canção (hrv. Festival pjesme) portugalsko je glazbeno natjecanje koje od 1964. godine organizira portugalska nacionalna televizija Rádio e Televisão de Portugal (RTP). Festival služi kao nacionalni izbor portugalskog predstavnika za Euroviziju.

## Povijest
Prvi Festival da Canção održan je 1964. godine, kada je Portugal prvi put sudjelovao na Euroviziji. Tijekom desetljeća, festival je postao ključni događaj portugalske glazbene scene, lansirajući karijere mnogih poznatih izvođača.
Od 1979. nadalje, naziv manifestacije je promijenjen u "RTP Song Festival".
Godine 1980. počelo je redovito emitiranje u boji na RTP-u. Prvi prijenos bio je upravo Festival da Canção 7. ožujka, prijenos iz Teatra São Luiz, na kojem je pobijedio José Cid.
RTP Song Festival nije se održao 2002., 2013. i 2016., a tih istih godina Portugal također nije sudjelovao na Euroviziji.
Festival da Canção organiziran je 1970. i 2000. godine, no Portugal je odlučio da neće sudjelovati na Euroviziji. Godine 2005. Portugal je sudjelovao na Euroviziji, ali je izbor pjesme rezultat internog odabira.

## Format
Festival obično uključuje nekoliko polufinalnih večeri i veliku završnicu. U natjecanju sudjeluju renomirani i novi izvođači, a pjesme se izvode na portugalskom jeziku, iako su dopušteni i drugi jezici. Pobjednika biraju stručni žiri i publika putem glasovanja.